# Mau (Einheit)
Mau, Mao, Mou, war ein vietnamesisches Längenmaß in Annam.
- 1 Mau = 10 Sao = 30 Ngu = 150 Thuok (Tuoy) = 72,75 Meter; nach [1] 96,5 Meter